# الحشاء الأعلى (ردمان)

تعديل مصدري - تعديل

الحشاء الأعلى هي إحدى قرى عزلة ال عامر حوران بمديرية ردمان التابعة لمحافظة البيضاء، بلغ تعداد سكانها 152 نسمة حسب تعداد اليمن لعام 2004.